# Brovello-Carpugnino
Brovello-Carpugnino (Bruvél-Campugni in piemontese e in lombardo) è un comune italiano di 803 abitanti della provincia del Verbano-Cusio-Ossola, al confine con la provincia di Novara.

## Geografia fisica
Il territorio comunale occupa la fascia collinare digradante dal Mottarone verso il Lago Maggiore ed è attraversato da tre corsi d'acqua a carattere torrentizio Airola-Erno, Scoccia e Grisana.

## Storia
Fu costituito il 25 settembre 1928 in seguito alla soppressione dei comuni di Brovello, Carpugnino, Graglia Piana (già Grana, fino al 22 gennaio 1863) e Stropino .
Fino al 1923 i comuni hanno fatto parte del mandamento di Lesa.

### Simboli
Lo stemma e il gonfalone sono stati concessi con DPR del 20 febbraio 1985.
Lo stemma si può blasonare interzato incappato: nel primo di verde, al biscione di azzurro, coronato all'antica d'oro, ingollante un putto al naturale; nel secondo d'argento, a quattro spighe di frumento d'oro, poste in ventaglio e legate di rosso; il terzo di rosso, al liocorno inalberato d'argento.
Il gonfalone è un drappo troncato di verde e di rosso.

## Monumenti e luoghi d'interesse
Brovello è citato nelle fonti sin dal 1235 col nome di Broello, si trattava certamente di un centro fortificato anche se il castello cadde in rovina nel secolo XV.
Entrando in paese si incontra sulla sinistra la seicentesca chiesa di S. Rocco, il nucleo storico del borgo rivela le sue origini medievali, attestate da superstiti particolari architettonici.
Una stradina scende verso il torrente Airola-Scoccia che si supera con un antico ponte in pietra, si prosegue quindi giungendo alla chiesa dei SS. Pietro e Paolo, dotata di uno splendido campanile romanico (secolo XI) con sei piani scanditi da mattoni disposti a dente di sega e le classiche aperture a monofora in basso e a bifora in alto, all'interno, sono degni di nota i tre altari in legno intagliato.
A Carpugnino sorge la notevole chiesa di S. Donato, dichiarata monumento nazionale nel 1902, edificata in stile romanico nel secolo XII le vennero aggiunte le navate laterali nei secoli XII e XIV, venne circondata nel secolo XVI da un porticato e quindi sopraelevata nel secolo scorso. Resta tuttavia ancora ben visibile l'originale struttura romanica, la facciata mostra una fascia di archetti in pietra e cotto di bell'effetto decorativo che proseguono sui muri laterali, anche l'abside appartiene all'originario edificio romanico mentre le absidi che chiudono le navate laterali sono più tarde.
Interessanti e degne di nota anche le chiese delle frazioni di Graglia Piana e di Stropino, dedicate rispettivamente a san Giuseppe e a san Grato.

## Società

### Evoluzione demografica
Abitanti censiti

## Amministrazione
Di seguito è presentata una tabella relativa alle amministrazioni che si sono succedute in questo comune.
| Periodo         | Periodo          | Primo cittadino    | Partito                                                         | Carica                  | Note  |
| --------------- | ---------------- | ------------------ | --------------------------------------------------------------- | ----------------------- | ----- |
| 24 aprile 1995  | 14 giugno 1999   | Paolo Preti        | -                                                               | Sindaco                 | [ 7 ] |
| 14 giugno 1999  | 14 giugno 2004   | Paolo Preti        | lista civica                                                    | Sindaco                 | [ 7 ] |
| 14 giugno 2004  | 8 giugno 2009    | Giuseppe Bono      | lista civica                                                    | Sindaco                 | [ 7 ] |
| 8 giugno 2009   | 26 maggio 2014   | Giuseppe Bono      | lista civica                                                    | Sindaco                 | [ 7 ] |
| 6 giugno 2014   | 12 novembre 2016 | Cristina Bolongaro | lista civica Cambiamento in comune                              | Sindaco                 | [ 7 ] |
| 1 dicembre 2016 | 12 giugno 2017   | Giuseppe Minissale |                                                                 | Commissario prefettizio | [ 7 ] |
| 12 giugno 2017  | 12 giugno 2022   | Giuseppe Bono      | lista civica Insieme per Brovello Carpugnino Graglia e Stropino | Sindaco                 | [ 7 ] |
| 12 giugno 2022  |                  | Davide Inzaghi     | lista civica Obiettivo comune Brovello-Carpugnino               | Sindaco                 | [ 7 ] |

### Altre informazioni amministrative
Il comune ha fatto parte della Comunità montana Due Laghi, Cusio Mottarone e Val Strona, esistita tra il 2010 e il 2012.